# Чертополоховый усач
Усач чертополоховый (лат. Agapanthia cardui) — вид жесткокрылых из семейства усачей.

## Распространение
Распространён в Европе и на Ближнем Востоке. В 2018 впервые зарегистрирован в Великобритании.

## Описание
Жук длиной от 6 до 14 мм. Время лёта с апреля по июль.

## Развитие
Жизненный цикл вида длится год. Кормовыми растениями являются различные травянистые виды.

## Вариации
- Agapanthia cardui var. consobrina Chevrolat, 1840
- Agapanthia cardui var. marginalis Mulsant, 1839
- Agapanthia cardui var. nigroaenea Mulsant, 1839
- Agapanthia cardui var. peragalloi Mulsant, 1862